# Russell Brown

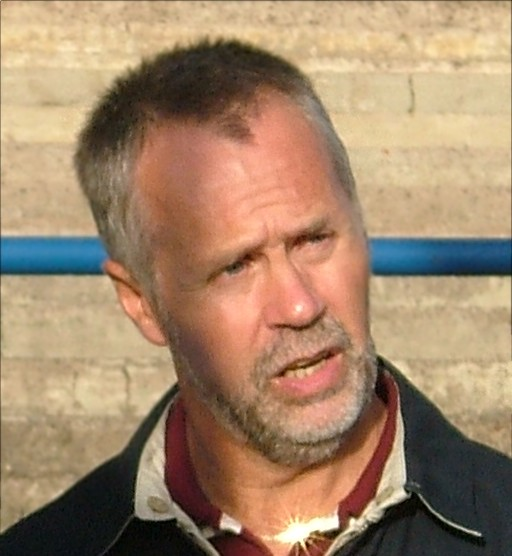
Russell Brown (2005)

Russell Leslie Brown, född 17 september 1951 är en brittisk politiker inom Labourpartiet. Han invaldes vid valet 1997 i underhuset för valkretsen Dumfries i Skottland och omvaldes 2001. Inför 2005 avskaffades valkretsen Dumfries och den nya valkretsen Dumfries and Galloway skapades. Brown kandiderade och segrade i den valkretsen, och var därefter parlamentsledamot till 2015.